# Tom Jacobson
Tom Jacobson (?) é um produtor cinematográfico e ator estadunidense, conhecido por ter produzido os filmes Ferris Bueller's Day Off (Curtindo a Vida Adoidado, no Brasil) e Flashdance.

## Filmografia
Como ator Jacobson fez somente dois pequenos papéis, em SLC Punk! (de 1998) e em The Luck of the Irish, de 2001, para a televisão. Como produtor, entretanto, possui maior filmografia:
- Alligator (1980) (produtor associado)
- St. Helens (1981) (produtor associado)
- Flashdance (1983) (produtor associado)
- Top Secret! (1984) (produtor associado)
- Thief of Hearts (1984) (produtor associado)
- Explorers (1985) (produtor associado)
- Ferris Bueller's Day Off (1986) (produtor)
- Burglar (1987) (produtor executivo)
- The Great Outdoors (1988) (produtor executivo)
- Uncle Buck (1989) (producer)
- Christmas Vacation (1989) (produtor)
- Mighty Joe Young (1998) (produtor)
- Mission to Mars (2000) (produtor)
- Big Trouble (2002) (produtor)
- Reality TV Secrets: How to Get on the Show! (2003) (V) (produtor executivo)
- The Ladykillers (2004) (produtor)
- Unstoppable (2004) (produtor)
- Miss March (2009) (produtor)